# Москаленко Сергій Олександрович
Сергі́й Олекса́ндрович Москале́нко (нар. 17 вересня 1976, м. Нікополь, Дніпропетровська область — пом. 14 червня 2014, м. Луганськ, Україна) — український військовослужбовець, десантник, солдат Збройних сил України.

## Життєпис
Сергій Москаленко народився в місті Нікополь Дніпропетровської області. Навчався у загальноосвітній школі № 20 міста Нікополь. 1996 року закінчив нікопольське професійно-технічне училище № 42. Проходив строкову військову службу в лавах Збройних Сил України в Одесі.
Працював токарем (4 розряд) на Нікопольському механічному заводі, пізніше перейшов на трубний завод «Сентравіс». Дуже любив пісні Володимира Висоцького.
У зв'язку з російською збройною агресією проти України наприкінці березня 2014 року мобілізований на захист Батьківщини.
Солдат, номер обслуги розрахунку самохідного артилерійського взводу 25-ї Дніпропетровської повітряно-десантної бригади Високомобільних десантних військ ЗС України, в/ч А1126, смт Гвардійське, Дніпропетровська область.

## Обставини загибелі
13 червня 2014 року десантники готувались до відправлення в зону проведення АТО. У ніч на 14 червня трьома військово-транспортними літаками Іл-76 МД з інтервалом у 10 хвилин вони вилетіли в Луганський аеропорт на ротацію особового складу. На борту також була військова техніка, спорядження та продовольство.
14 червня о 0:40 перший літак (бортовий номер 76683), під командуванням полковника Дмитра Мимрикова приземлився в аеропорту.
Другий Іл-76 МД (бортовий номер 76777), під керівництвом командира літака підполковника Олександра Бєлого, на борту якого перебували 9 членів екіпажу 25-ї мелітопольської бригади транспортної авіації та 40 військовослужбовців 25-ї Дніпропетровської окремої повітряно-десантної бригади, о 0:51, під час заходу на посадку (аеродром міста Луганськ), на висоті 700 метрів, був підбитий російськими терористами з переносного зенітно-ракетного комплексу «Ігла». В результаті терористичного акту літак вибухнув у повітрі і врізався у землю поблизу території аеропорту. 49 військовослужбовців, — весь екіпаж літака та особовий склад десанту, — загинули. Третій літак за наказом повернувся в Мелітополь.
|                                                  | Там все було дуже грамотно по-військовому сплановано. Там без Росії не обійшлось. Вогонь вівся з усіх сторін. Це було не на рівні ненавчених бойовиків. Обстріл літака вівся дуже грамотно. Спочатку підсвічували трасером, а потім били. Із ПЗРК неможливо було збити літак, навіть якби боєприпас потрапив у двигун, то літак все рівно не загинув би. Стріляли з «Шилки». |
| — Командир 25-ї БрТрА полковник Дмитро Мимриков. | |

Пройшло більше 40 діб перш ніж десантників поховали: українські військові збирали рештки тіл загиблих, влада домовлялася з терористами про коридор для евакуації, в Дніпрі проводились експертизи ДНК для ідентифікації.
Троє із загиблих десантників — мешканці Нікополя: сержант Кулібаба Руслан Миколайович, старший солдат Кузнецов Антон Олександрович і солдат Москаленко Сергій Олександрович.
25 липня нікопольці попрощались зі своїми земляками на Європейській площі. Їх поховали на Алеї Слави міського кладовища Нікополя.

## Родина
Батько Олександр Олександрович працював на Нікопольському феросплавному заводі, мати Тетяна Георгіївна — медсестрою, пенсіонери. Дві молодші сестри Марія та Наталя. Вдома залишились цивільна дружина Оксана й 5-річний син Славко.

## Нагороди та відзнаки
- Орден «За мужність» III ст. (20.06.2014, посмертно) — за особисту мужність і героїзм, виявлені у захисті державного суверенітету та територіальної цілісності України, вірність військовій присязі та незламність духу[7].
- Нагрудний знак «За оборону Луганського аеропорту» (посмертно).
- відзнака Президента України «За участь в антитерористичній операції» (посмертно)[8]

## Вшанування пам'яті
- 26 вересня 2014 року в місті Нікополь на фасаді будівлі ЗОШ № 20 (вулиця Шевченка, 204), відкрито меморіальні дошки на честь випускників школи Сергія Москаленка та Антона Кузнецова, які разом загинули у збитому терористами літаку[9].
- 13 червня 2015 року в Дніпрі на Алеї Героїв до роковин загибелі військових у збитому терористами літаку Іл-76 встановили пам'ятні плити з іменами загиблих воїнів[10].
- 18 червня 2016 року на території військової частини А1126 в смт Гвардійське урочисто відкрили пам'ятник воїнам-десантникам 25-ї повітряно-десантної бригади, які героїчно загинули під час бойових дій в зоні проведення АТО. На гранітних плитах викарбувані 136 прізвищ, серед них і 40 десантників, які загинули у збитому літаку в Луганську[11].
- 7 квітня 2016 року на фасаді будівлі Нікопольського професійного ліцею (проспект Трубників, 16, колишнє ПТУ № 42), де навчався Сергій Москаленко, відкрито меморіальну дошку на його честь.